# Гришино (Варнавинський район)
Гришино (рос. Гришино) — присілок в Варнавинському районі Нижньогородської області Російської Федерації.
Населення становить 0 осіб. Входить до складу муніципального утворення Шудська сільрада.

## Історія
Від 2009 року входить до складу муніципального утворення Шудська сільрада.

## Населення
| 2002 | 2010 |
| ---- | ---- |
| 1    | ↘0   |